# 莱桑德利
莱桑德利（法語：Les Andelys，發音：[lez‿ɑ̃dli] ⓘ），法国西北部城市，诺曼底大区厄尔省的一个市镇，同时也是该省的一个副省会，下辖莱桑德利区，其市镇面积为40.6平方公里，2022年1月1日时人口数量为7,822人，在法国市镇中排名第1,294位。
莱桑德利位于厄尔省东部，塞纳河右岸，是诺曼底大区最东侧的副省会城市，因当地的加亚尔城堡而闻名，是一个区域性的政治经济中心。

## 地名来源

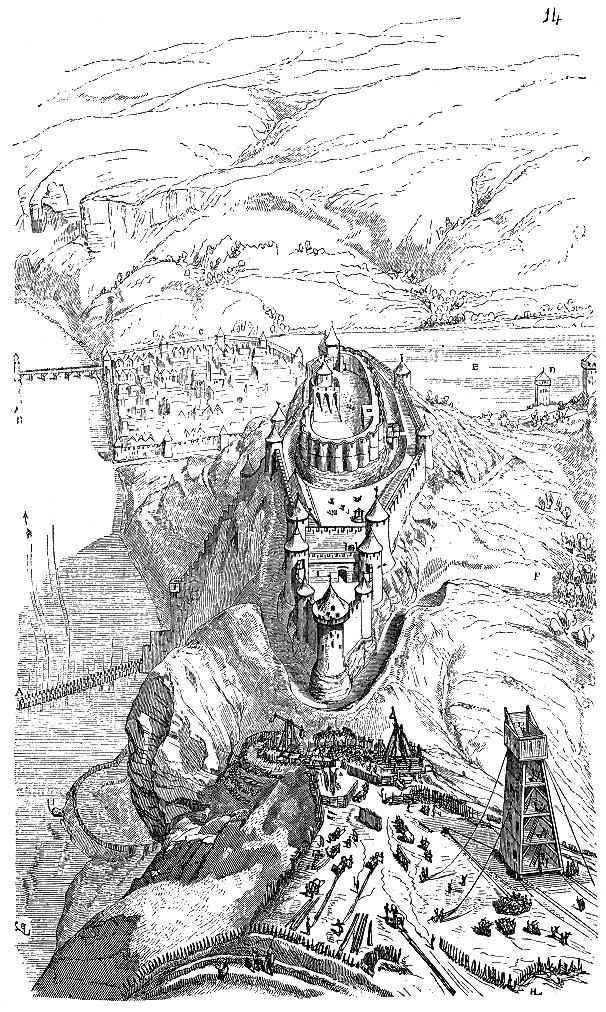
加亚尔城堡围城战（插画）

“莱桑德利”为“昂德利”（Andely）的复数形式，因当地由“小昂德利”（Petit Andely）和“大昂德利”（Grand Andely）两个村落合并而得名。
“昂德利”最初于公元6世纪以“Andelaum”的形式被记载，该名称来源于古高卢语，其中“andel-”意为“活水”，同一区域的“昂代勒河”的名称来源与之相同；“-aum”意为“城镇”，中世纪后改写为拉丁化的“-acum”，中世纪末期则逐渐被省略。

## 历史
莱桑德利附近区域曾发现旧石器时代中期的人类活动遗迹，而当地的确切记载则始于中世纪中期。彼时，莱桑德利所处的塞纳河下游至科唐坦半岛地区被诺曼人控制，并由此建立了诺曼底公国。12世纪末，为抗击法兰西王国军队，理查一世在塞纳河畔修建了军事城堡，此后被无地王约翰继承并继续扩建。1203年8月，腓力二世讨伐无地王约翰，展开了加亚尔城堡围城战并获得成功，由此得以攻占鲁昂。1259年，根据《巴黎条约》，莱桑德利所处的大部分诺曼底地区被归属法兰西王国，加亚尔城堡也由此失去了军事地位，被法兰西王室收归并改建成为监狱。1314年内勒塔事件发生后，勃艮第的玛格丽特和勃艮第的布朗歇被关押于此。英法百年战争期间，加亚尔城堡被英格兰军队控制。宗教战争时期，加亚尔城堡被诺曼底执政官下令摧毁。法国大革命后，加亚尔城堡附近的小昂德利和大昂德利合并成为莱桑德利，成为厄尔省的一个市镇，并成为该省的一个地区行署，后改为副省会。工业革命期间，一条连接莱桑德利的地方铁路曾于1896年建成，后因客流较小而在20世纪20年代关闭。1940年6月8日，纳粹军队控制了莱桑德利，由此跨越塞纳河前往诺曼底西部和南部。

## 地理

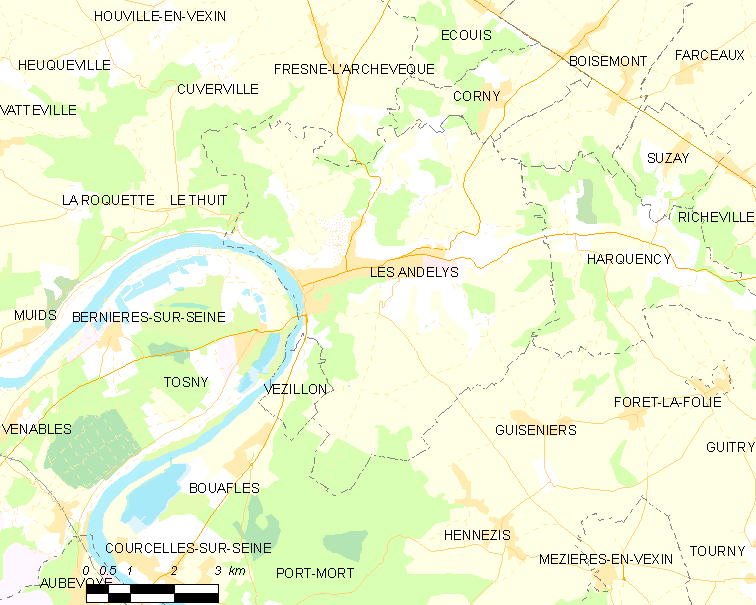
莱桑德利市镇范围地图

莱桑德利位于法国西北部，诺曼底大区东部和厄尔省东部，距离省会埃夫勒大约36.5公里。与莱桑德利接壤的市镇包括：布阿夫勒、屈韦维尔、吉斯尼耶、阿尔康西、埃讷济、韦济永、三湖镇、韦克桑地区弗勒内勒。

### 地形
莱桑德利位于诺曼底丘陵东部腹地，境内以丘陵为主，市镇中心沿冈邦河谷呈带状分布，全境海拔在7到161米之间。

### 水文
冈邦河自东向西流经境内，并在此注入塞纳河。塞纳河中央的城堡岛亦为莱桑德利的市镇管辖范围。

### 植被
莱桑德利属于温带阔叶混交林区，林地广泛分布于市区南部的丘陵地区。
在鲜花城市的评比中，莱桑德利被评为3星级鲜花城市。

### 气候
莱桑德利在柯本气候分类法中属于温带海洋性气候。
距离莱桑德利最近的常年气象站位于卢维耶境内，以下为该气象站的数据（其中日照数据取自鲁昂）：
| 卢维耶1981年－2019年 | 卢维耶1981年－2019年 | 卢维耶1981年－2019年 | 卢维耶1981年－2019年 | 卢维耶1981年－2019年 | 卢维耶1981年－2019年 | 卢维耶1981年－2019年 | 卢维耶1981年－2019年 | 卢维耶1981年－2019年 | 卢维耶1981年－2019年 | 卢维耶1981年－2019年 | 卢维耶1981年－2019年 | 卢维耶1981年－2019年 | 卢维耶1981年－2019年 |
| 月份                 | 1月                  | 2月                  | 3月                  | 4月                  | 5月                  | 6月                  | 7月                  | 8月                  | 9月                  | 10月                 | 11月                 | 12月                 | 全年                 |
| -------------------- | -------------------- | -------------------- | -------------------- | -------------------- | -------------------- | -------------------- | -------------------- | -------------------- | -------------------- | -------------------- | -------------------- | -------------------- | -------------------- |
| 历史最高温 °C（°F）  | 17 (63)              | 24 (75)              | 25 (77)              | 28 (82)              | 33 (91)              | 35.8 (96.4)          | 37.2 (99.0)          | 40 (104)             | 34 (93)              | 28.8 (83.8)          | 20.6 (69.1)          | 17.3 (63.1)          | 40 (104)             |
| 平均高温 °C（°F）    | 7.8 (46.0)           | 8.7 (47.7)           | 12.6 (54.7)          | 15.6 (60.1)          | 19.5 (67.1)          | 22.7 (72.9)          | 25.1 (77.2)          | 25.1 (77.2)          | 21.5 (70.7)          | 16.6 (61.9)          | 11.1 (52.0)          | 8 (46)               | 16.2 (61.2)          |
| 日均气温 °C（°F）    | 4.6 (40.3)           | 4.9 (40.8)           | 7.9 (46.2)           | 10.1 (50.2)          | 13.9 (57.0)          | 16.9 (62.4)          | 19.2 (66.6)          | 19.1 (66.4)          | 15.9 (60.6)          | 12.1 (53.8)          | 7.4 (45.3)           | 5 (41)               | 11.4 (52.5)          |
| 平均低温 °C（°F）    | 1.5 (34.7)           | 1.1 (34.0)           | 3.2 (37.8)           | 4.5 (40.1)           | 8.4 (47.1)           | 11.2 (52.2)          | 13.2 (55.8)          | 13.2 (55.8)          | 10.3 (50.5)          | 7.5 (45.5)           | 3.7 (38.7)           | 2 (36)               | 6.7 (44.1)           |
| 历史最低温 °C（°F）  | −18.9 (−2.0)         | −13.5 (7.7)          | −9.5 (14.9)          | −4.2 (24.4)          | −2.3 (27.9)          | 1.1 (34.0)           | 3.9 (39.0)           | 2 (36)               | −0.1 (31.8)          | −5.5 (22.1)          | −9 (16)              | −12 (10)             | −18.9 (−2.0)         |
| 平均降水量 mm（）    | 66.4 (2.61)          | 52 (2.0)             | 57.9 (2.28)          | 54.5 (2.15)          | 64.5 (2.54)          | 53.4 (2.10)          | 55.5 (2.19)          | 48.2 (1.90)          | 57.7 (2.27)          | 71.7 (2.82)          | 64.9 (2.56)          | 77.1 (3.04)          | 723.8 (28.50)        |
| 月均日照時數         | 58.6                 | 74.5                 | 117.4                | 158                  | 182.8                | 202.2                | 199.2                | 191.8                | 156.1                | 107.8                | 60                   | 49.2                 | 1,557.6              |
| 来源：infoclimat.fr  |                      |                      |                      |                      |                      |                      |                      |                      |                      |                      |                      |                      |                      |

## 行政区划
莱桑德利是法国诺曼底大区厄尔省的一个市镇，编号为27016，它也是厄尔省的一个副省会。莱桑德利下辖莱桑德利区，隶属于厄尔省第五选区，管理莱桑德利县，同时也是诺曼底塞纳河城市圈公共社区的办公驻地。
法国国家统计与经济研究所（简称）在进行数据统计时，将莱桑德利和与之相邻的韦济永设为莱桑德利城市核心区以及莱桑德利城市区。自2020年起，莱桑德利城市区被包含7个市镇的莱桑德利城市辐射区代替。此外，还将莱桑德利市镇分为了4个“块区”（IRIS），以便于统计人口分布情况。

## 交通

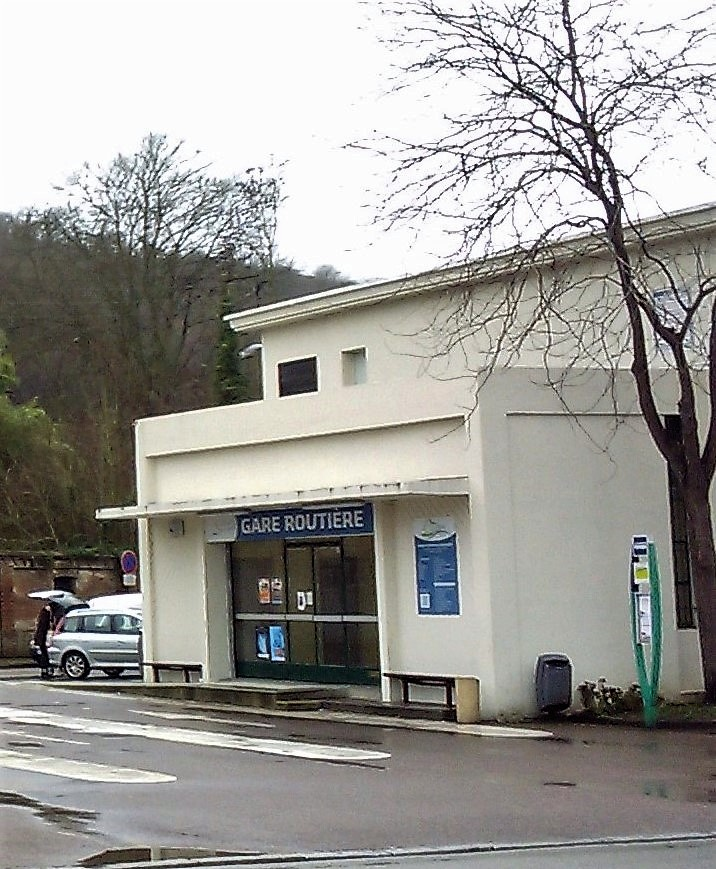
莱桑德利汽车站

### 公路
多条厄尔省省道在莱桑德利境内交汇，诺曼底大区下属的厄尔省城际客运提供巴士线路，可前往省会埃夫勒和省内东部城市韦尔农。
2017年，68.8%的莱桑德利家庭拥有至少一辆私人汽车。2019年，莱桑德利境内共发生各类交通事故10起，造成11人受伤。

### 铁路
途径莱桑德利的铁路已于20世纪20年代关闭。距离莱桑德利最近的客运铁路车站为位于巴黎－勒阿弗尔铁路上的加永-欧伯瓦站，该站停靠往返于巴黎和鲁昂之间的区域列车。

### 航空
距离莱桑德利最近的民用航空站为巴黎戴高乐机场，距离莱桑德利市中心的公路里程约103公里。

### 城市公共交通
截止2021年7月，莱桑德利暂无城市公共交通系统。

## 政治

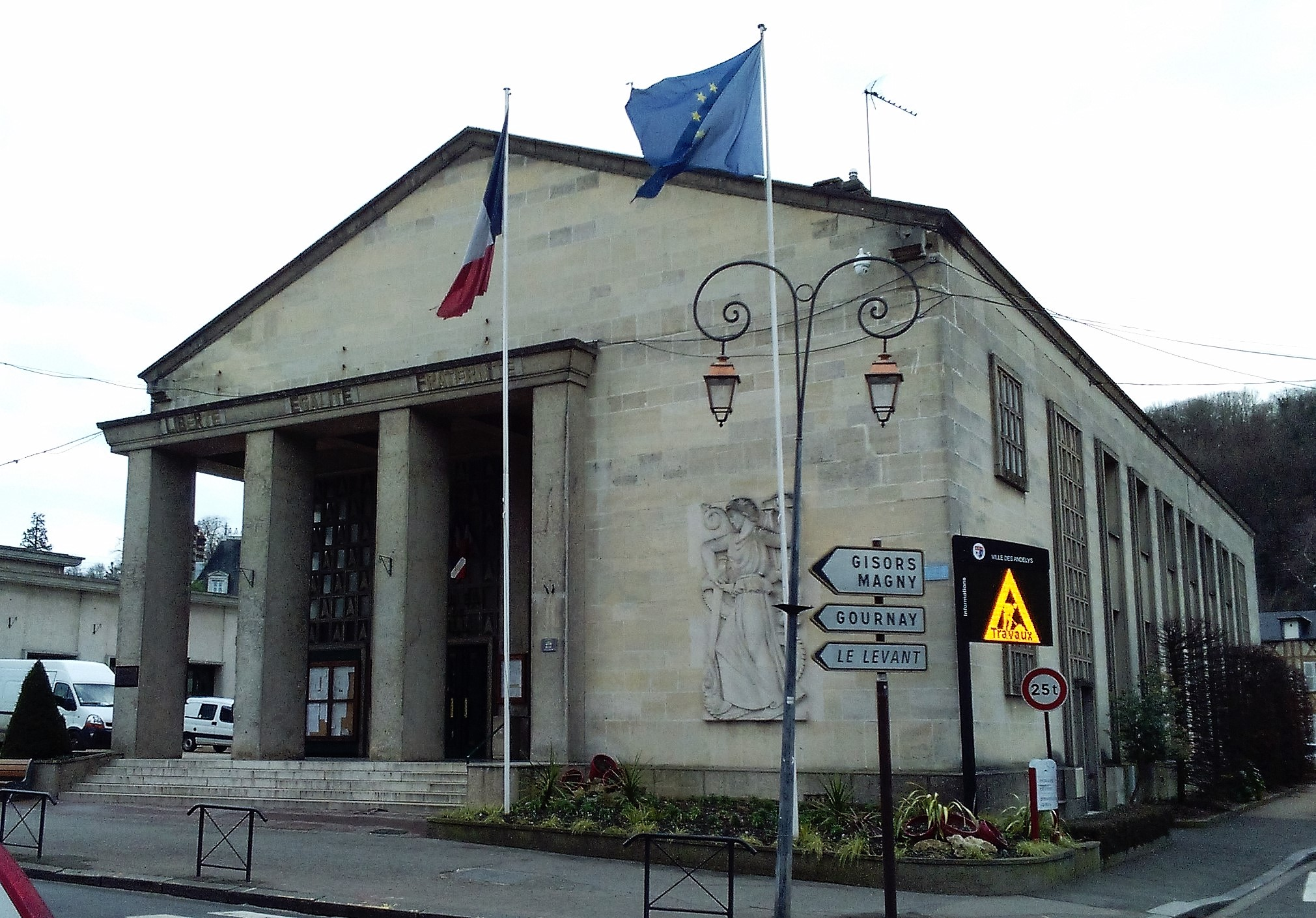
莱桑德利市政厅

莱桑德利的现任市长为弗雷德里克·迪谢先生（Frédéric Duché），他是共和党的一名成员，在2020年的市政选举中获得了57.38%的支持率。
在2017年的法国总统大选中，法国第25任总统埃马纽埃尔·马克龙在莱桑德利获得了50.52%的支持率。
| 莱桑德利历届市长 |                                                      |                                                     |
| 任期             | 市长                                                 | 党派                                                |
| 1958年－1965年   | Gabriel Chéneaux de Leyritz 加布里埃尔·谢诺·德莱里茨 | 不详                                                |
| 1965年－1983年   | René Tomasini 勒内·托马西尼                          | UNR新共和国联盟 →UDR共和国保卫联盟 →RPR保衛共和聯盟 |
| 1983年－1986年   | Yves Lemercier 伊夫·勒梅尔西耶                       | UMP人民运动联盟                                     |
| 1986年－1989年   | Paul Baty 保罗·巴蒂                                  | DVD右翼无党派人士                                   |
| 1989年－1994年   | Freddy Deschaux-Beaume 弗雷迪·德绍-博姆              | PS社会党                                            |
| 1994年－1995年   | Michel Vauthrin 米歇尔·沃特兰                        | PS社会党                                            |
| 1995年－2008年   | Franck Gilard 弗朗克·吉拉尔                          | RPR保衛共和聯盟 →UMP人民运动联盟                    |
| 2008年－2014年   | Laure Dae 洛尔·达埃                                  | PS社会党                                            |
| 2014年－         | Frédéric Duché 弗雷德里克·迪谢                       | UMP人民运动联盟 →LR共和黨                           |

## 人口
2018年，莱桑德利市镇人口数量为8,092，在法国排名第1,294位。其中男性3,840人，女性4,216人，75岁及以上人口占8.8%，外籍人口数量为1,773人，人口密度为199人/平方公里，当地居民被称为（男性）或（女性）。2019年，莱桑德利境内出生72人，死亡人口106人。
| 年份   | 1936  | 1946  | 1954  | 1962  | 1968  | 1975  | 1982  | 1990  | 1999  | 2006  | 2007  | 2012  | 2017  | 2018  |
| ------ | ----- | ----- | ----- | ----- | ----- | ----- | ----- | ----- | ----- | ----- | ----- | ----- | ----- | ----- |
| 人口數 | 5,529 | 5,238 | 5,648 | 6,090 | 7,053 | 8,196 | 8,124 | 8,455 | 9,047 | 8,318 | 8,208 | 8,179 | 8,056 | 8,092 |

## 经济

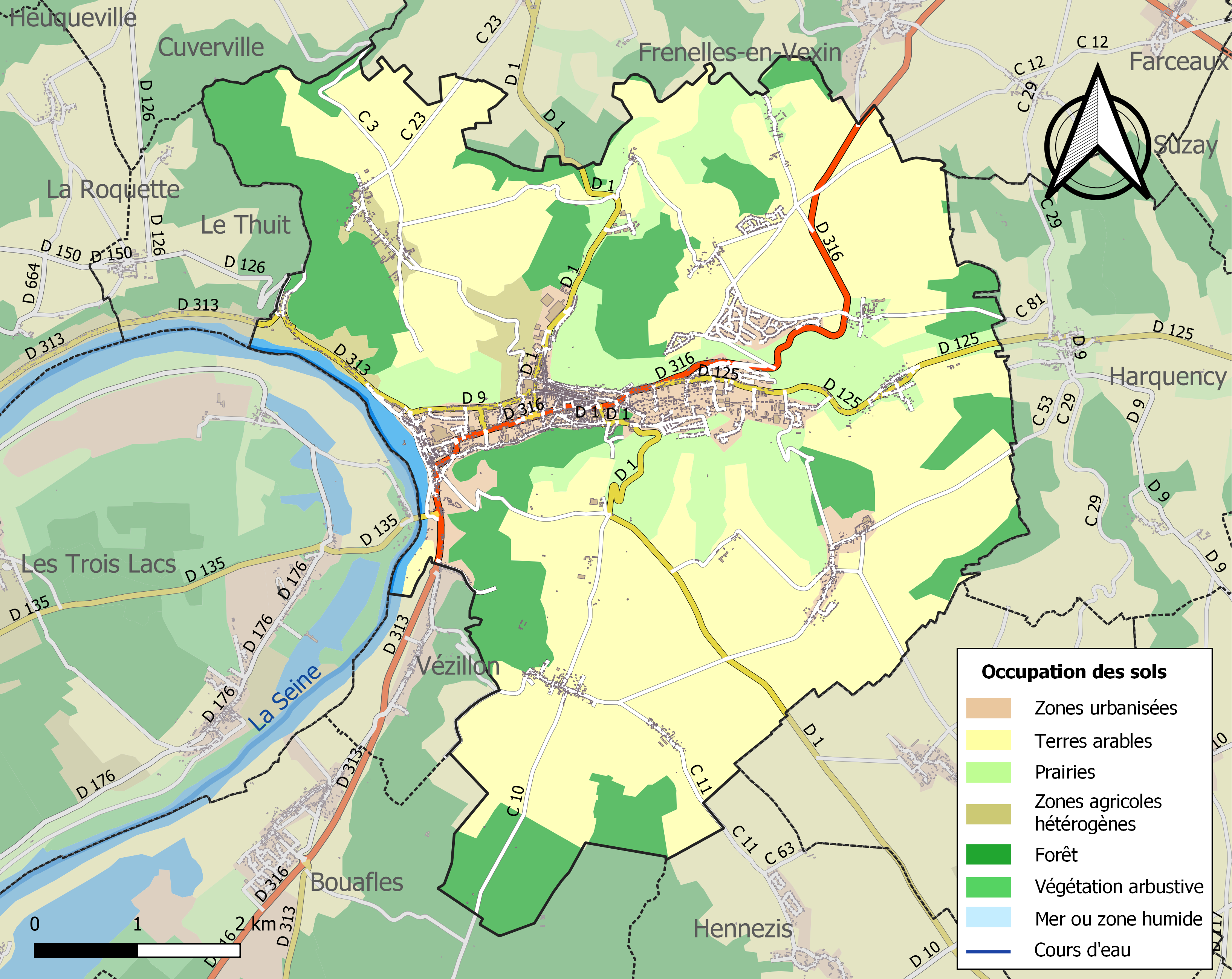
莱桑德利土地利用情况地图

截止2021年7月，莱桑德利共有各类用人单位897家，平均历史为19年，其中99.08%为中小型企业（PME）。（汽车销售）、（汽车销售）及（电子照明设备）是当地2019年营业额最高的三个企业，分别为47,284,079欧元、34,440,600欧元和26,014,984欧元。

## 财政收入
2019年，莱桑德利的财政收入总额为9,384,710欧元，财政支出总额为8,413,880欧元，当年的债务总额为6,666,470欧元。2020年，莱桑德利共获得2,114,478欧元的国家财政补助，比上一年增加了0.01%。
2017年，莱桑德利的人均月收入总额为1,964欧元，其中高级职员为3,566欧元，低于法国平均水平（4,214欧元）；中级职员为2,310欧元，低于法国平均水平（2,353欧元）；普通职员为1,614欧元，亦低于法国平均水平（1,690欧元）。
2017年，莱桑德利境内的青壮年（15至64岁）失业率为18.1%，当地43.4%的家庭拥有纳税资格，平均纳税2,024欧元，低于法国平均水平（3,888欧元）。

## 社会事务

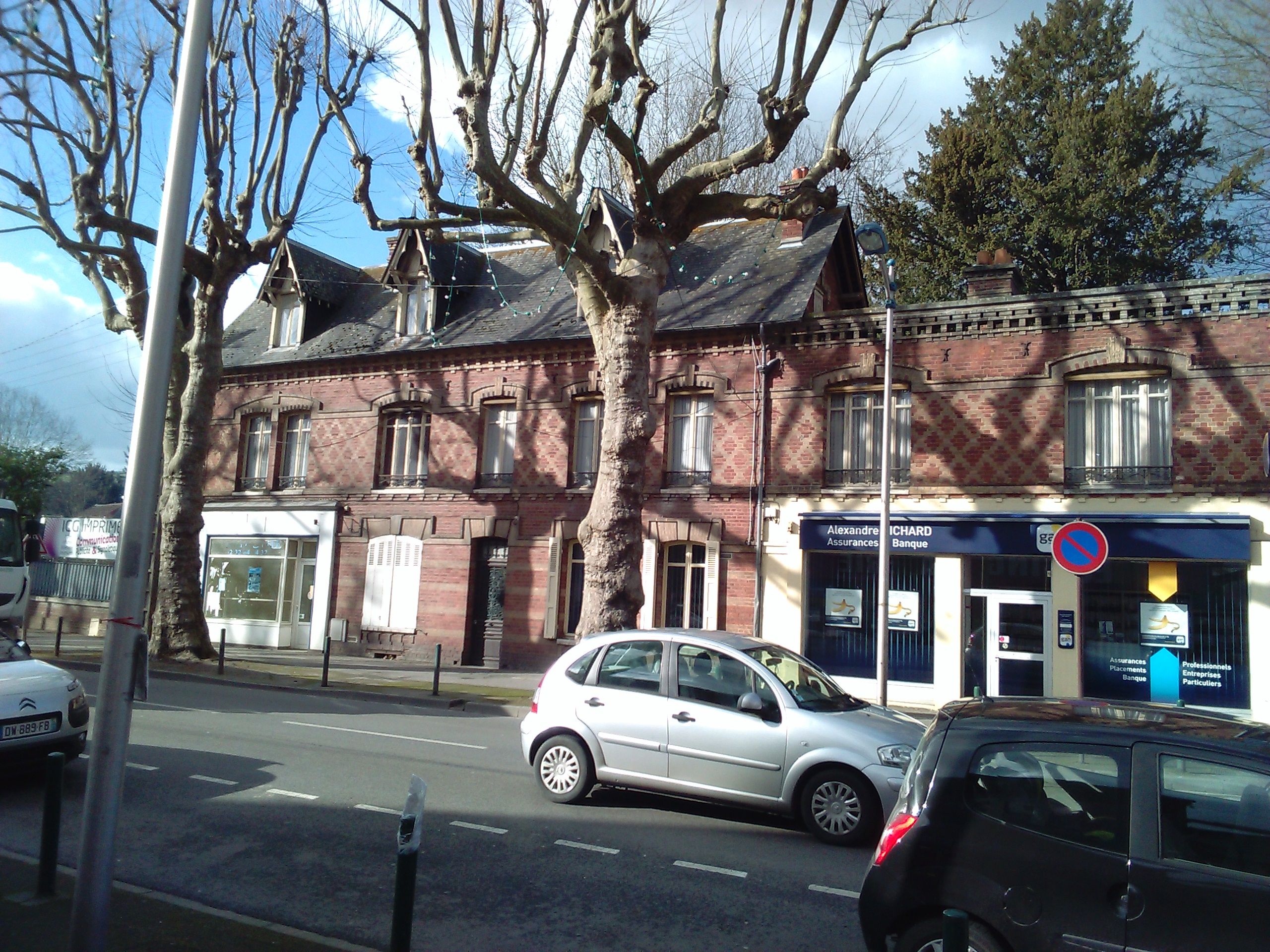
莱桑德利街景

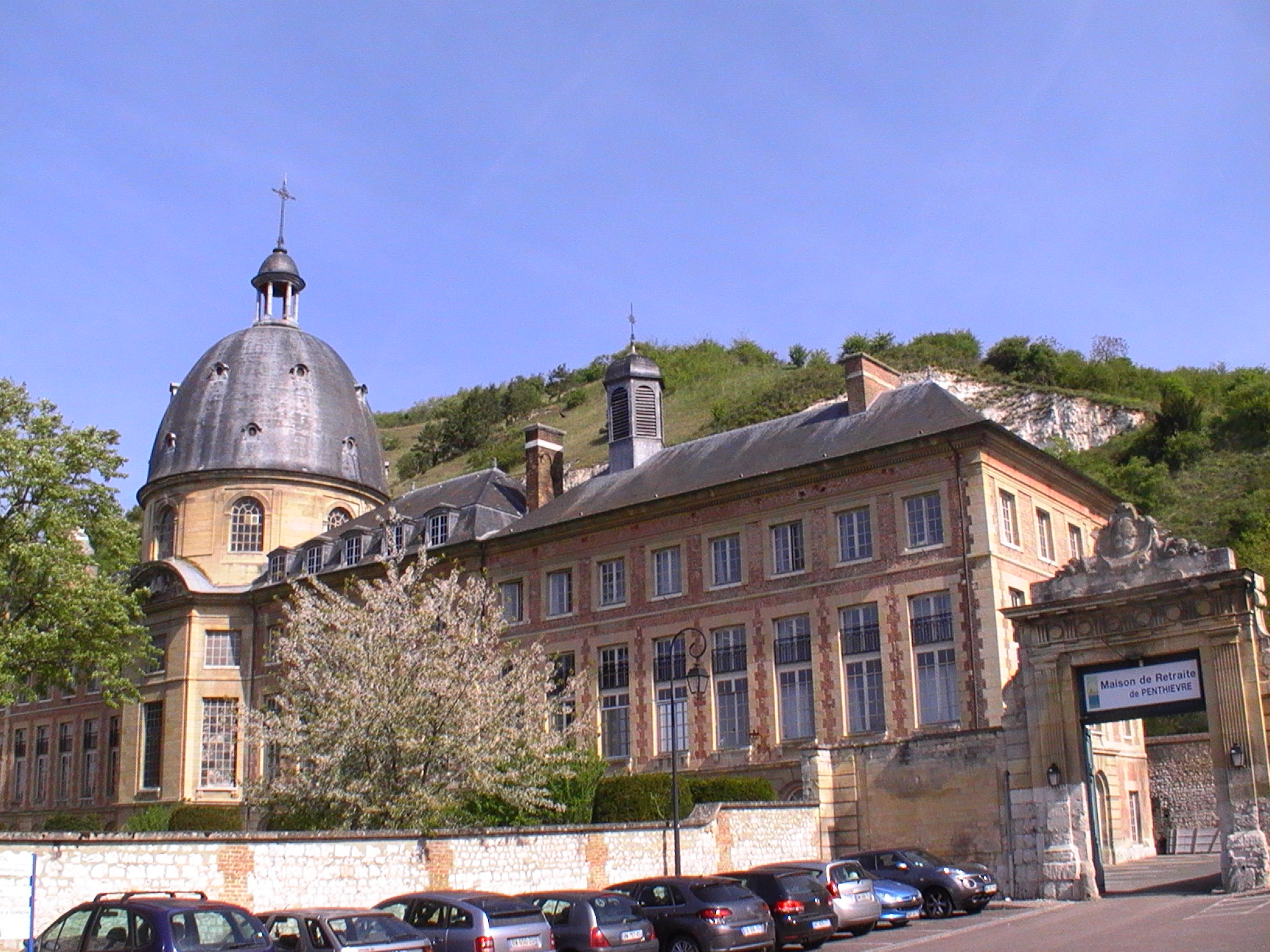
圣雅各中心医院

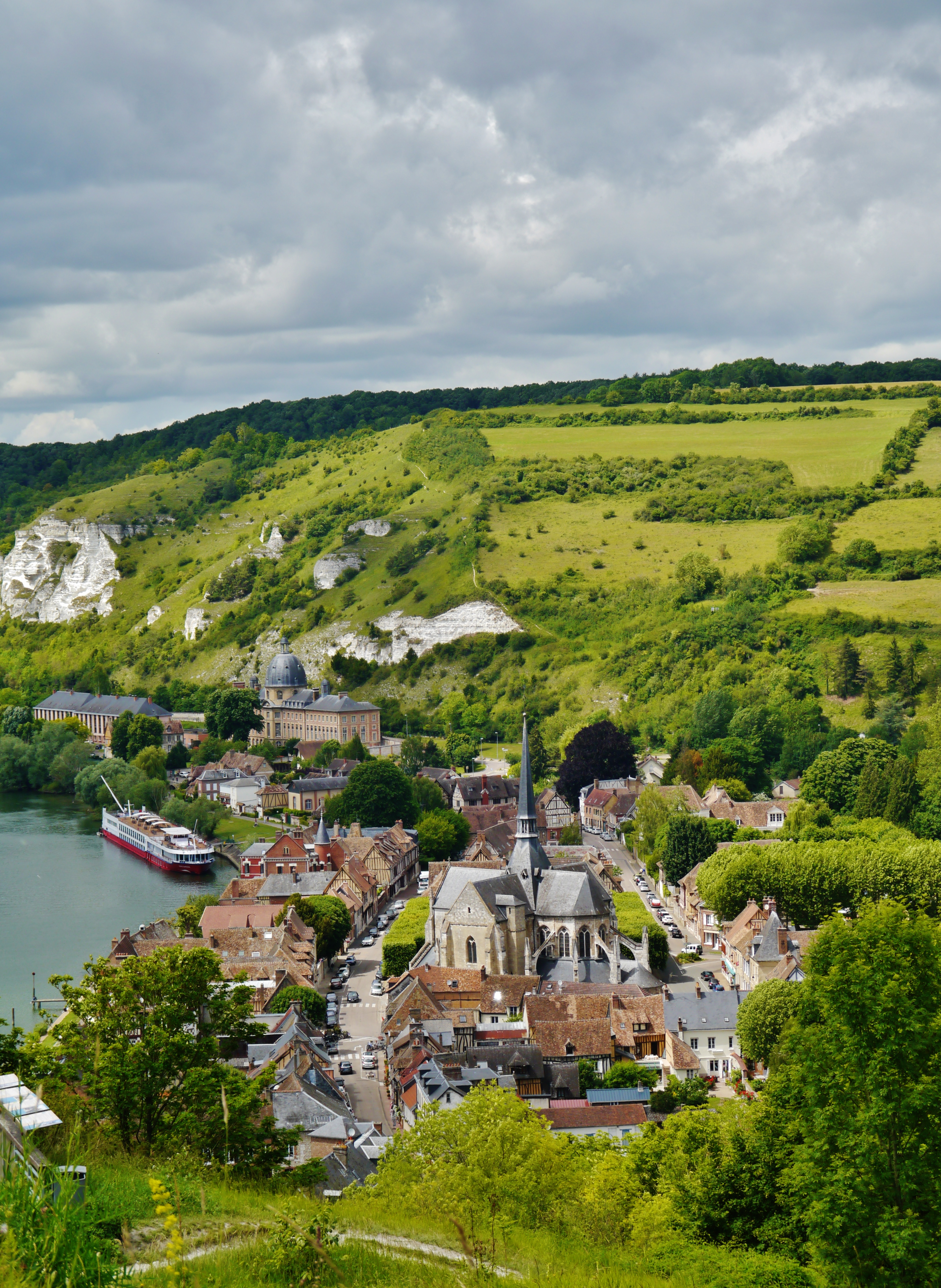
塞纳河畔的莱桑德利

### 教育
莱桑德利属于诺曼底学区。截止2019年1月1日，莱桑德利境内共有2所幼儿园、4所小学、2所初级中学和1所普通高中。 2018至2019学年度，莱桑德利境内共有在校中等教育阶段学生1,534名。

### 医疗
截止2019年1月1日，莱桑德利境内共有全科医生10名、保健师5名、牙医5名、护士12名和儿科医生1名。境内共有药房3家、养老院2家、残疾人帮扶中心2家。
莱桑德利中心医院（Centre Hospitalier des Andelys）是法国的一个区域性医疗机构，其主病区“圣雅各中心医院”（Centre Hospitalier Saint-Jacques）位于莱桑德利市区，设有床位230个，是当地规模最大的公立综合性医院。

### 住房
2017年，莱桑德利境内共有各类住房4,120套，其中59.1%为独立式居民区，40%为集中式居民区。常住房屋占莱桑德利市镇范围内居民建筑总量的83.0%。
在住房保障政策方面，2017年，莱桑德利境内共有840户家庭获得了住房经济补助，受益人数占总人口数量的10.4%，其中762份为房租补助。

### 商业
2019年，莱桑德利境内共有各类实体商铺199家，其中餐厅30家、大型超市5家、杂货店3家、面包房9家、肉铺6家、书店2家、装饰品店2家、银行门店9家、美容美发店15家、汽车维修店17家。市区东部建有开放式商业街区，有一家Intermarché超市；市中心则有一家便民店。

### 体育
2019年，莱桑德利境内共有1家游泳池、3间体育馆、2座综合体育场、8处网球场、2处足球或橄榄球场以及2处篮球或排球场。
截至2021年7月，莱桑德利体育俱乐部（C.S. Les Andelys）是当地唯一的注册足球队。

### 环境
莱桑德利的环境事务由其所属的公共社区负责。2019年，莱桑德利境内共有1家污染企业。

### 治安
2019年，莱桑德利市镇范围内共有1处派出所和1处宪兵队。
2014年，莱桑德利及附近地区共发生各类案件2,954起，其中盗窃类案件1,719起，经济类案件203起，毒品交易类案件369起。

## 文化
2019年，莱桑德利境内共有1家电影院和1家博物馆。莱桑德利市政府提供多媒体中心，向公众全年开放。

### 建筑
莱桑德利境内有多处历史建筑，其中加亚尔城堡是当地的地标性建筑物，圣母大教堂、小昂德利圣索沃尔教堂等则是法国国家文物保护单位。

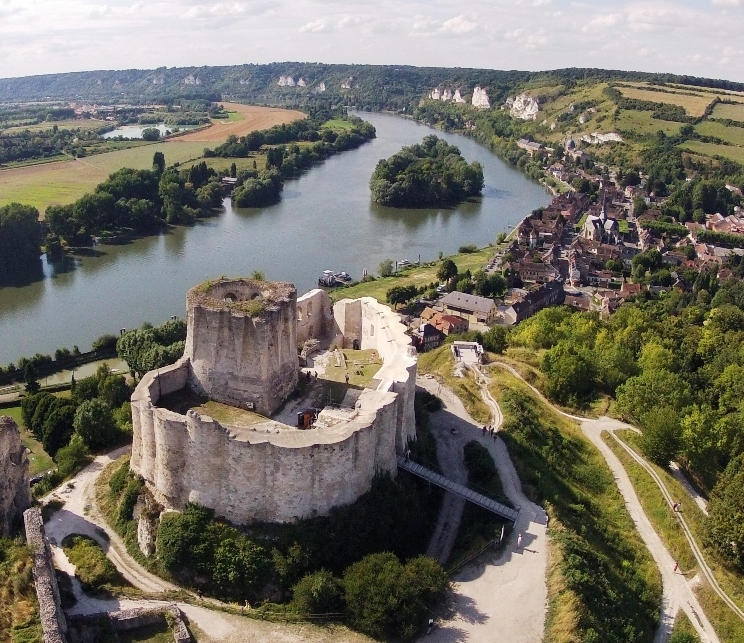
航拍加亚尔城堡
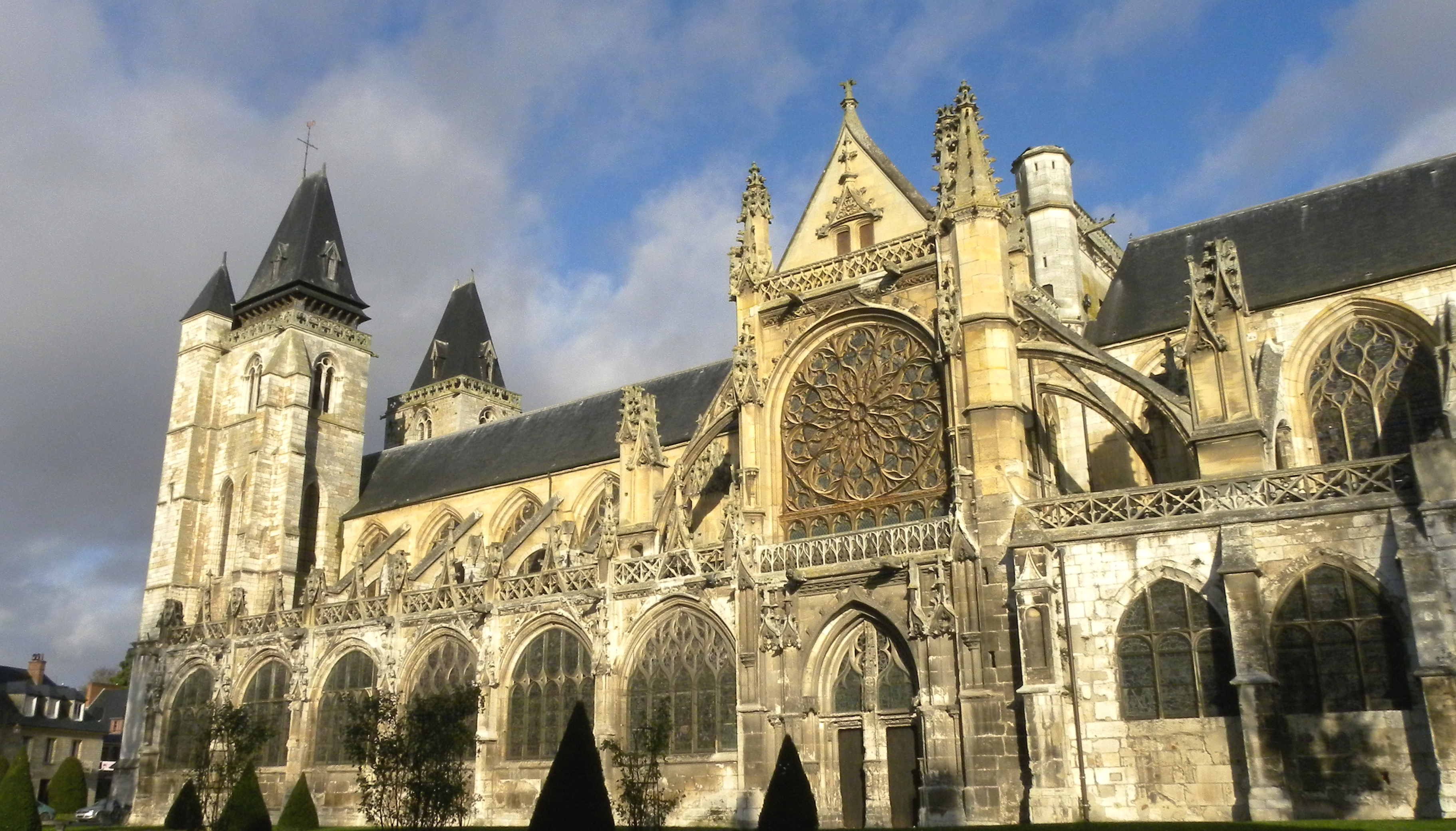
圣母大教堂（法语：Collégiale Notre-Dame des Andelys）
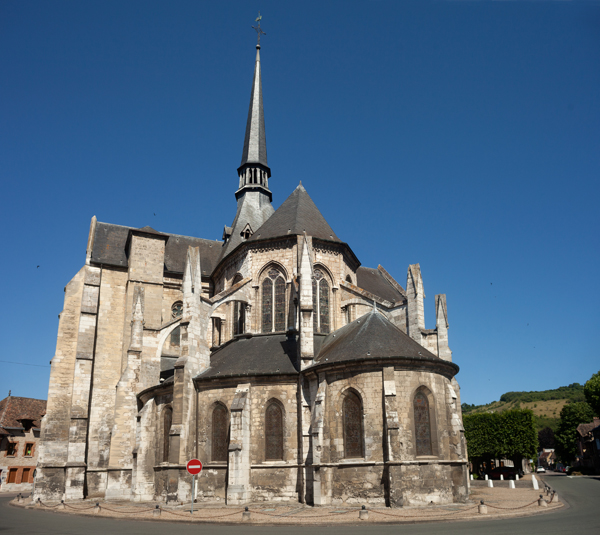
小昂德利圣索沃尔教堂（法语：Église Saint-Sauveur du Petit-Andely）
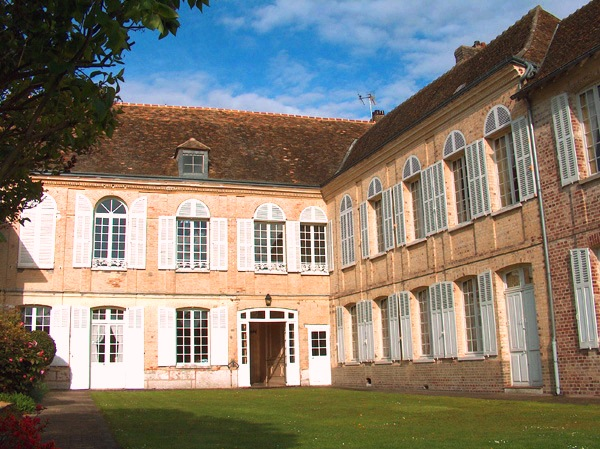
楠特伊宫
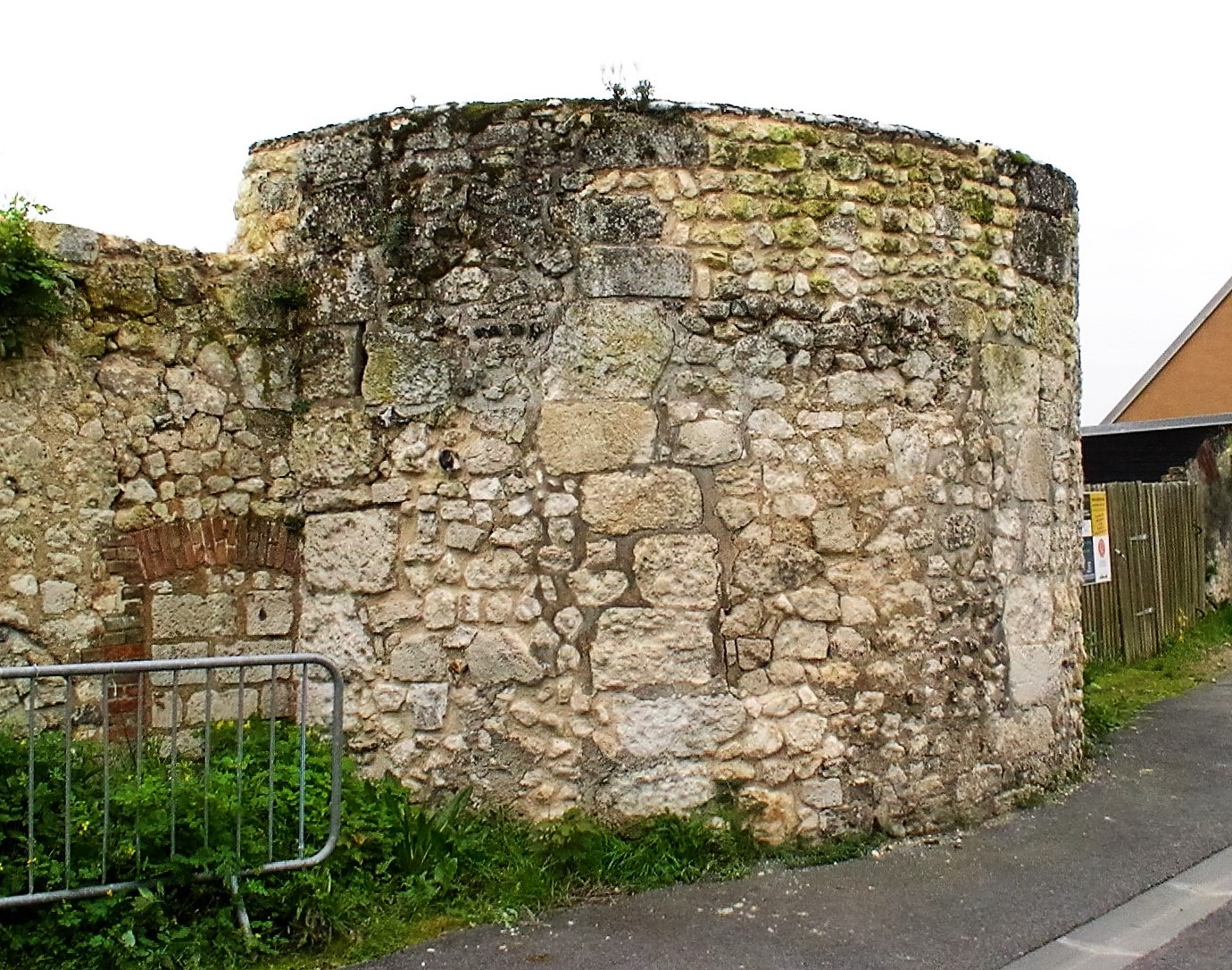
城墙旧址
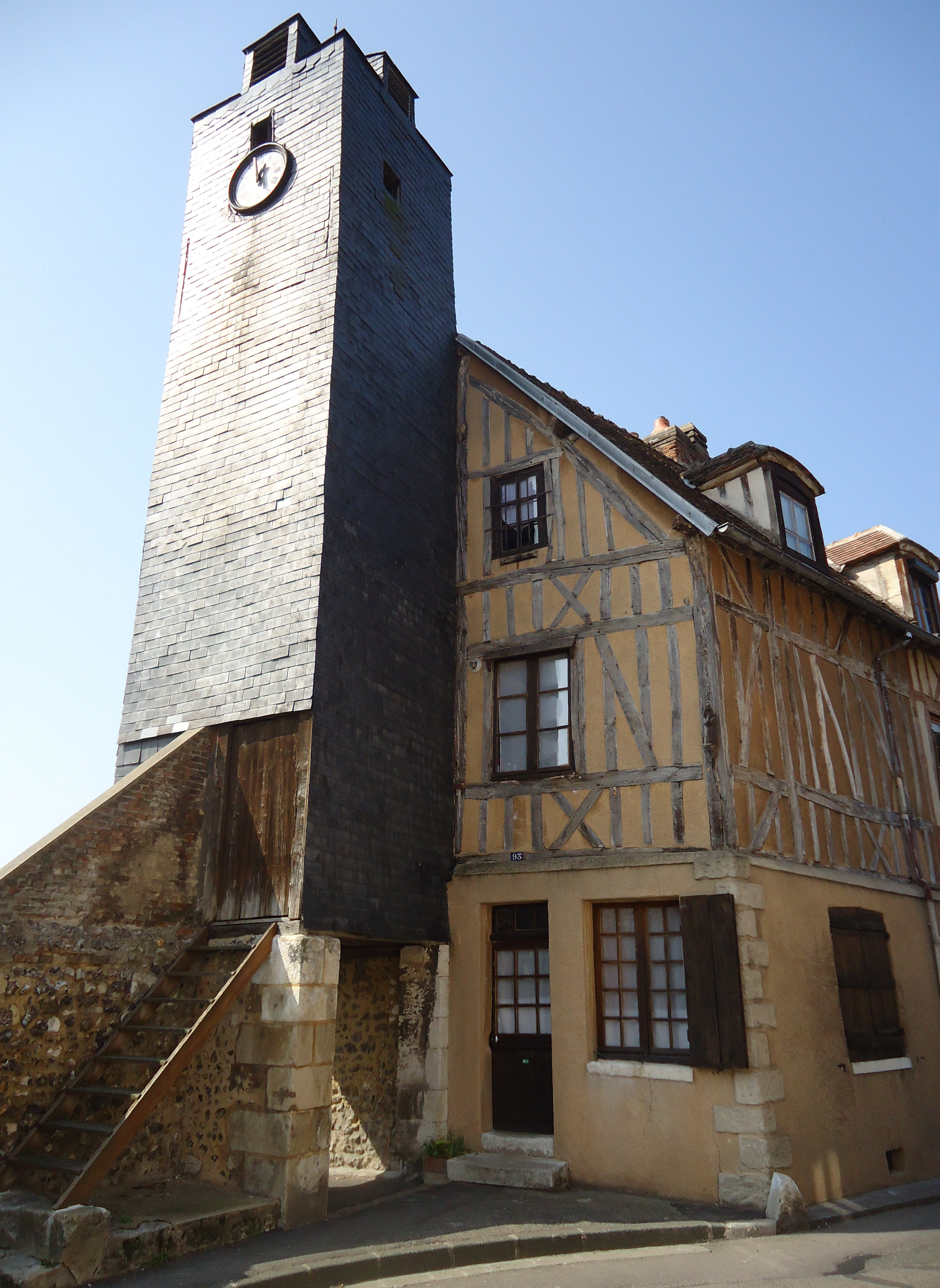
钟楼塔

### 旅游
莱桑德利的旅游事务由其所属的公共社区负责。2020年，莱桑德利境内共有3家酒店共计42间房间；另有1个露营地，可容纳共285辆露营车。

### 媒体
法国主要的媒体均可在莱桑德利接收，法国电视三台下属的诺曼底大区频道在部分时段播出莱桑德利所属区域的地方新闻。

## 相关人物
法国画家尼古拉·普桑、诗人阿德里安·蒂内布和发明家讓-皮埃爾·布蘭查德出生于莱桑德利。

## 友好城市
截至2021年7月，莱桑德利共与一座城市互为友好城市关系：
- 德国 哈瑟温克尔